# Dirk von Zitzewitz

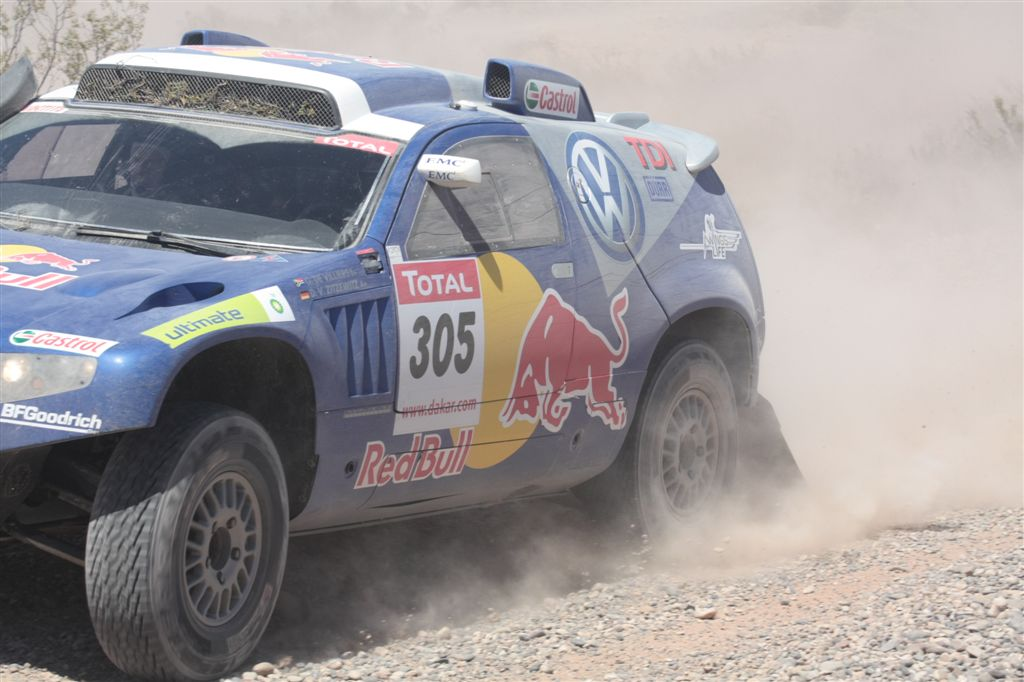
Con Giniel de Villiers, su Volkswagen Touareg, alla Dakar 2009 vinta

Dirk von Zitzewitz (Eutin, 14 ottobre 1968) è un ex pilota motociclistico e copilota di rally tedesco, specializzato nei rally raid, vincitore del Rally Dakar 2009 come navigatore del sudafricano Giniel de Villiers.

## Biografia
Dopo aver cominciato la carriera motociclistica nell'enduro, è passato ai rally raid ottenendo, tra l'altro un 5º posto al debutto alla Rally Dakar (rookie of the year). Nel 2000 comincia una nuova carriera come navigatore, arrivando al successo nel rally raid africano nel 2009.

## Palmarès

### Rally Dakar
| Anno | Categoria | Mezzo                      | Pilota             | Pos. |
| ---- | --------- | -------------------------- | ------------------ | ---- |
| 1997 | Moto      | KTM                        |                    | 5º   |
| 1998 | Moto      | KTM                        | 7º                 |      |
| 1999 | Moto      | KTM                        | Rit.               |      |
| 2002 | Auto      | Toyota                     | Mark Miller        | 19º  |
| 2004 | Auto      | Chevrolet                  | Mark Miller        | Rit. |
| 2005 | Auto      | Volkswagen Touareg         | Robby Gordon       | 12º  |
| 2006 | Auto      | Volkswagen Touareg         | Mark Miller        | 5º   |
| 2007 | Auto      | Volkswagen Touareg         | Giniel de Villiers | 11º  |
| 2009 | Auto      | Volkswagen Touareg         | Giniel de Villiers | 1º   |
| 2010 | Auto      | Volkswagen Touareg         | Giniel de Villiers | 7º   |
| 2011 | Auto      | Volkswagen Touareg         | Giniel de Villiers | 2º   |
| 2012 | Auto      | Toyota Hilux               | Giniel de Villiers | 3º   |
| 2013 | Auto      | Toyota Hilux               | Giniel de Villiers | 2º   |
| 2014 | Auto      | Toyota Hilux               | Giniel de Villiers | 4º   |
| 2015 | Auto      | Toyota Hilux               | Giniel de Villiers | 2º   |
| 2016 | Auto      | Toyota Hilux               | Giniel de Villiers | 3º   |
| 2017 | Auto      | Toyota Hilux               | Giniel de Villiers | 5º   |
| 2018 | Auto      | Toyota Hilux               | Giniel de Villiers | 3º   |
| 2019 | Auto      | Toyota Hilux               | Giniel de Villiers | 9º   |
| 2021 | Auto      | Toyota Hilux Overdrive     | Yazeed Al-Rajhi    | 16º  |
| 2022 | Auto      | Peugeot 3008 DKR           | Khalid Al-Qassimi  | 42º  |
| 2023 | Auto      | Toyota Hilux Overdrive Evo | Yazeed Al-Rajhi    | 86º  |
| 2025 | Auto      | Toyota GR DKR Hilux EVO    | Giniel de Villiers | Rit  |

### Altri risultati
2006
- al Rally Transibérico con Giniel de Villiers su Volkswagen Touareg
- al Rally del Marocco con Giniel de Villiers su Volkswagen Touareg

2007
- al Rally del Marocco con Giniel de Villiers su Volkswagen Touareg

## Risultati nel W2RC
| Anno | Scuderia              | Vettura                    | 1        | 2        | 3       | 4       | 5   | Pos. | Punti |
| ---- | --------------------- | -------------------------- | -------- | -------- | ------- | ------- | --- | ---- | ----- |
| 2022 | Abu Dhabi Racing Team | Peugeot 3008 DKR           | DAK      | ABU 1215 | MAR 412 | AND 311 |     | 3°   | 70    |
| 2023 | Overdrive Racing      | Toyota Hilux Overdrive Evo | DAK 3019 | ABU      | SON     | DES     | MAR | 19°  | 19    |